# 영국의 도시 목록

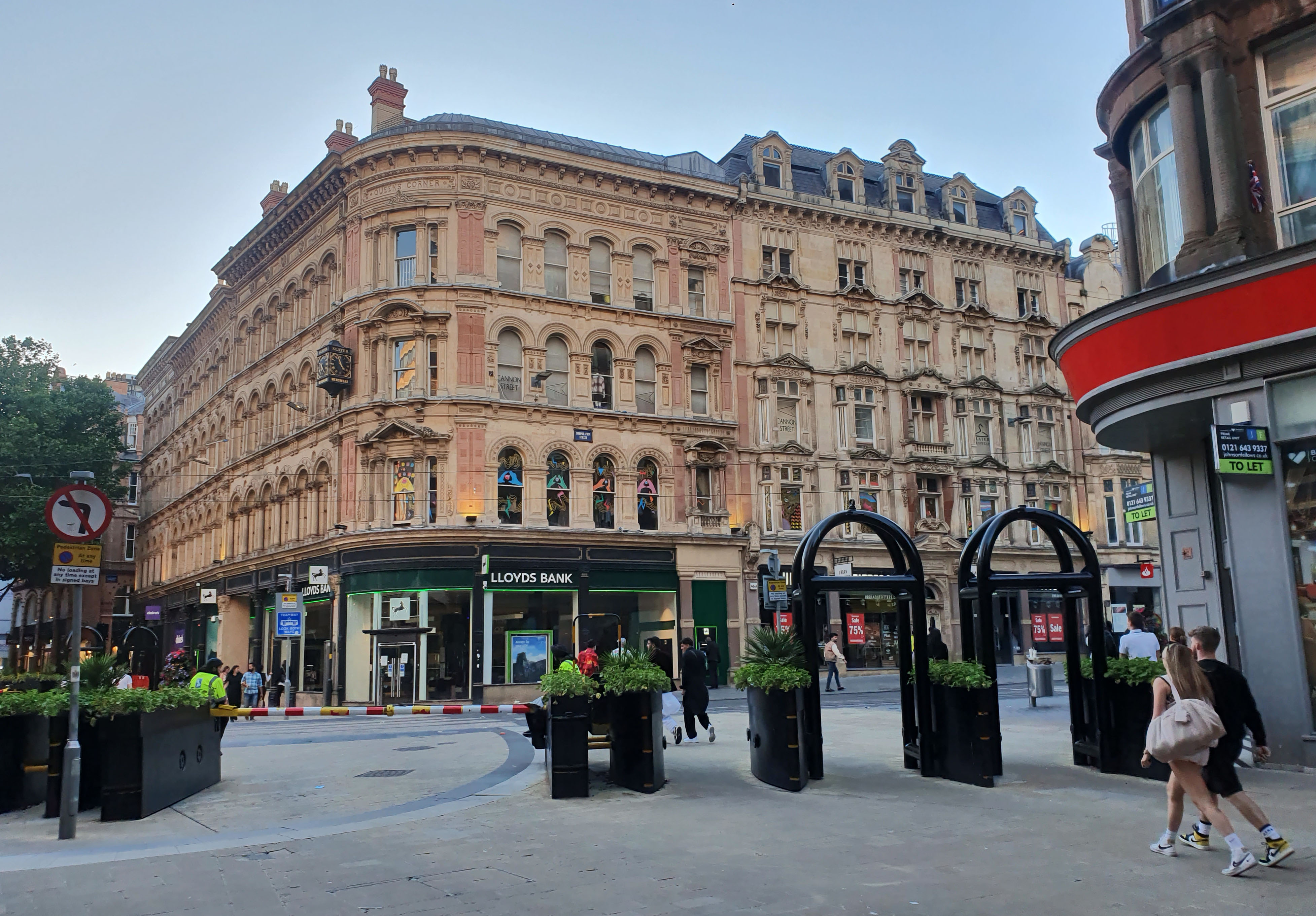
버밍엄은 인구가 가장 많은 도시이며, 영국에서 세 번째로 큰 도시 지역을 형성한다.

영국에는 다음과 같은 도시가 존재한다.

## 도시 목록

### 잉글랜드
- 런던
- 첼시
- 버밍엄
- 브리스톨
- 콘웰
- 맨체스터

### 스코틀랜드
- 에든버러
- 글래스고
- 글렌로시스
- 에니스킬린

### 웨일즈
- 카디프

### 북아일랜드
- 벨파스트
- 아마
- 오마
- 런던데리

## 같이 보기
- 영국의 행정 구역